# علي فياض (نائب)
علي فياض من مواليد العام 1962 في بلدة الطيبة (قضاء مرجعيون) في جنوب لبنان. حائز على شهادة الدكتوراه في علم الاجتماع السياسي حول الدين والسلطة.

## عمله
- أستاذ مساعد في الجامعة اللبنانية - معهد العلوم الاجتماعية.
- باحث أكاديمي في جامعة أوكسفورد ـ لندن أيلول 2007.
- شغل منصب المسؤول التربوي في حزب الله في العام 1983.
- شغل منصب مدير للمركز الاستشاري للدراسات والتوثيق منذ العام 1995 وحتى العام 2009 ميلادي.

## النيابة
انتخب نائبا عن دائرة مرجعيون في جنوب لبنان في العام 2009 ميلادي.